# 기무라 가즈시
기무라 가즈시(일본어: 木村 和司, 1958년 7월 19일 ~ )는 일본의 전 축구 선수이자 축구 해설가, 축구 감독이다. 선수 시절 포지션은 미드필더(공격형 미드필더), 공격수(윙)이었다. 일본 축구 협회 공인 S급 라이센스를 소지하고 있으며 국제 A매치 6경기 연속 득점 기록은 일본 축구 국가대표팀 최다 연속 득점 기록이다.

## 선수 경력
히로시마 다이가 FC에서 현립 히로시마공업고교(통칭: 현공)으로 진학하여 공격적인 축구로 이름을 날린 현공의 중심 선수로 1975년 고교선수권대회에서 4강에 들었다.
1977년 메이지 대학 정치경제학부에 입학하고 축구부에 소속했으며 동기로는 사사키 노리오가 있다. 1981년에 고교 선배인 가네다 노부토시가 있는 닛산 자동차 축구부(후의 요코하마 F. 마리노스)에 입부했다.
1979년, 메이지 대학 2학년 때 일본 축구 국가대표팀에 발탁되고 대표팀의 단골이 됐다. 1983년 로스앤젤레스 올림픽 예선 전까지는 오른쪽 윙의 스페셜리스트로 활약했지만, 소속 클럽과 마찬가지로 공격형 미드필더로서 공격의 핵이 되어 80년대 중반 일본 축구 국가대표팀을 떠받쳤다. 1987년 서울 올림픽 예선 직전, 이시이 요시노부 감독이 수비적 축구로 방침을 전환하면서 대표팀에서 낙선했다.
1986년, 당시 프로축구 선수 등록 제도 '스페셜 라이선스 플레이어'의 1호 선수가 된다. "오쿠데라 씨가 프로인 상태로 일본 리그에 돌아오면, 나도 프로로 해달라."라고 기무라 스스로 나선 것이다. 연봉은 1200만 엔. 국산 프로 제1호로서의 중책, 월드컵 예선 탈락의 충격 등으로 80년대 후반에는 성적이 부진했다. 일본 축구 국가대표팀에서도 공격형 미드필더의 자리를 미즈누마 다카시에게 빼앗기는 형식으로 멀어지고 있었다. 후에 닛산이 일본 사커 리그, JSL 컵, 천황배의 삼관왕 달성으로 다시 각광받긴 했지만, 이후 일본 축구 국가대표팀에 다시 소집되지는 않았다. 첫 국산 프로 선수가 된 순간, 맞붙는 상대로부터 집요한 수비에 시달리게 되어 "이건 안 된다"라며 프로 계약 도중에 마음을 가졌고, 가정을 가지면서 축구로 생계를 꾸리기 어렵다는 고뇌를 아내에게 털어놓았다.
1993년, J리그 발족에 따라 요코하마 마리노스(현 요코하마 F. 마리노스)와 계약했다. '미스터 마리노스'로 불리며 이듬해인 1994년에 선수로서 은퇴했다. 은퇴 회견에서는 '좀 더 축구를 잘하고 싶습니다'라는 말을 남기면서, 그런 만족을 모르는 향상심이 기자, 팬에게 강한 인상을 남겼다.

## 지도자 경력
은퇴 후 지도자를 목표로, 1997년에 S급 라이선스를 취득했다. 2001년에는 일본 풋살 국가대표팀의 감독을 맡았다. 또한, 부인과 함께 유한회사 슛을 설립하고(부인이 사장), 축구 해설가(주로 NHK BS1 'J리그' 해설)나 축구 교실 등을 운영했다. 2007년에는 요코가와 무사시노 FC의 슈퍼바이저로 일했다.
2010년 시즌부터 요코하마 FM의 감독에 취임하며 자신의 첫 감독직에 도전했다. 첫 시즌은 8위에 머물렀다가 두 번째 시즌인 2011년에는 시즌 중순까지 우승 경쟁을 했지만 가을에 들어서면서 침체되어 5위로 마쳤다. 동년 12월 29일에 천황배 준결승에서 패하여 이듬해 ACL 출장이 소멸되고, 다음날인 12월 30일에 해임됐다.
한편 2011년 리그전 5위라는 성적은 요코하마 FM이 마지막으로 우승한 2004년 이후 최고의 성적으로, 상금권 내에는 2007년 이래 4년 만이었지만, 후반전에 경기력이 급격히 떨어지는 것을 살리지 못한 부분이나, 결과에 사로잡혀 수비적인 축구를 한 것이 '내용이 없다'라고 판단되어 해임되었다.
2012년부터 축구 해설가로 활동하며, NHK BS1 '프리미어리그'에서 '게스트 해설'로 일했고, 2014년에 정식으로 전속 해설에 복귀했다.
2015년 1월에 몸 상태의 불량을 호소하며, 뇌경색으로 병원에 실려간 사실이 3월에 밝혀졌다. 일단 투약 치료와 재활에 전념하고, 해설직은 일시 중단하기로 했다.
2015년 8월, NHK BS1 독일 분데스리가 개막 때 '도르트문트 x 묀헨글라트바흐'에서 해설을 했다.

## 인물 · 플레이 스타일
고교와 대학, 닛산 입단 초에는 윙어로 뛰었으나, 1983년에 같은 윙으로 뛰는 미즈누마 다카시의 입단을 계기로, 가모 슈 감독에 의하여 공격형 미드필더로 전환했다. 이후, 플레이메이커로 미드필드에 군림하여 닛산 황금시대를 이끄는 원동력이 되었다. 라모스 루이 등과 함께 일본 축구 '겨울의 시대(일본에서 한 산업이나 문화 활동이 저조한 시대를 가리키는 관용적 표현)'를 떠받친 선수 중 한 명이며, '닛산의 등번호 10이라고 하면 기무라 가즈시'라고 하면서 80년대 중반에는 닛산 뿐만 아니라 '일본의 10번이라고 하면 기무라 가즈시'라고 하는 등, 당시 일본 축구 국가대표팀은 '기무라의 팀'이라고 말할 정도의 존재였다. 1983년, 1984년에는 2년 연속으로 일본 연간 최우수 선수상(풋볼러 오브 더 이어)를 수상하였고 1989년에도 같은 상을 수상했다. 3회 수상 기록은 가마모토 구니시게의 7회 수상 기록에 이어, 스기야마 류이치와 함께 사상 2위이다. 1984년 어시스트왕을 수상했고 당시 12개의 어시스트 기록은 JSL 최다 기록이다. 1985년 5월 18일 멕시코 월드컵 아시아 지역 예선 1라운드 4그룹 B조 4차전 싱가포르 전부터 동년 10월 26일 멕시코 월드컵 아시아 지역 예선 최종 라운드 1차전 대한민국 전까지, 1985년 한 해 동안 국제 A매치 6경기 연속 득점 기록을 세웠다.
선수 시절에는 프리킥의 명수로 알려졌다. 자유자재로 볼을 컨트롤할 수 있는 프리킥은 과거의 일본 선수들에게서 보인 적이 없는 것이었다. 그 정확한 볼 컨트롤과 날카로운 변화로 '마술사'라는 별명으로 불리며, 일본 리그, 국제 경기에서 숱한 명장면을 만들어냈다. 특히 1985년, 멕시코 월드컵 최종 예선 1차전 대한민국 전에서는 경기에서 패하여 월드컵에 출전하지 못했지만, 문전 40미터 앞에서 보여준 프리킥은 80년대의 일본 축구에 있어서 굴지의 명장면으로 전설화되고 있어 현재도 축구 프로그램에서 프리킥이 특집으로 될 때, 꼭 소개되고 있다. 일본의 유명 축구 만화 '캡틴 츠바사'를 집필한 만화가 다카하시 요이치는 일본 대표팀 경기에서 '딱 머리에 떠오르는 장면은 기무라 가즈시 씨의 직접 프리킥'이라고 말하기도 했다.

## 에피소드
- 기무라의 대명사는 프리킥이었는데, 프리킥을 차기 시작한 계기는 텔레비전에서 본 월드컵에서, 브라질 축구 국가대표팀의 펠레와 히벨리누가 프리킥으로 직접 골을 넣는 장면을 본 것이었다. 프리킥을 차기 시작한 시기는 대학에 입학하고 나서였다. ‘프리킥에서도 직접 골을 노릴 수 있다’라고 생각하며 소일거리로서 연습했다. 그렇다고는 하나 지나치게 많이 차서 발등이 변형됐다고 한다. 원래 고교 시절에는 윙이었기 때문에 크로스는 인프런트(발등의 안쪽) 부분을 많이 사용해서 그것이 프리킥에 주로 활용되었다. 당시 일본에서는 아직 프리킥을 직접 결정하는 일로 유명한 선수는 없었다. 1980년대 당시, 예술적인 프리킥은 세계 축구에서는 자주 보였지만 일본 축구에서는 프리킥이 화제가 되는 경우는 거의 없었다. 본격적으로 연습하기 시작한 것은 닛산에 들어가면서 팀에서 특수 주문하여 만든 철골을 조합한 것에 네트를 친 간단한 벽을 두고 연습했다. 연습 상대로 선택한 선수는 신인이었던 마쓰나가 시게타쓰였다. 처음에는 서툴러서 어디로 차도 들어갔지만, 연습을 하면서 마쓰나가가 점점 능숙해져서, 양쪽이 여러가지로 생각을 하기 시작해 향상되는 상승효과가 있었다고 한다. 농담으로 "시게(마쓰나가)는 나랑 자주 연습해서 일본 대표로 들어간 거야"라고 자주 말했다.

- 메이지 대학에 재학 중이었던 기무라를 일본 대표에 처음 발탁한 감독은 당시 일본 축구 국가대표팀의 감독이었던 와타나베 마사시였지만, 기무라를 두고 ‘매우 컨트롤하기 어려운 선수’라고 해서, 연습을 싫어하며 제멋대로라는 평판이 있었고 와타나베와 동향이기도 했기 때문에 대학 졸업 후 신일본제철 축구부에 들어가는 것이 확실하다고 생각해서 다른 곳은 어디에도 손을 대지 않았다. 하지만 제반 사정으로 닛산에 입부했다.

- 기무라가 대표팀의 스타였던 1984년 여름, 사야마 이치로(일본의 작가이자 스포츠 평론가)는 잡지 ‘Number’의 의뢰로 기무라에게 인터뷰를 신청했다. 닛산의 홍보 담당자에게 그것을 말하자 축구 전문지 이외의 취재가 온 것은 처음이라며 놀라워했다. 당시 축구는 ‘Number’도 같은 해 9월 20일 호의 카마모토 쿠니시게 은퇴 기념호에서 처음으로 축구 특집이 성립되던 마이너한 상황이었다. “괜찮습니까, 익숙하지 않아서 말을 하지 않을지도 몰라요”라고 말해서 인터뷰를 해보니, 실제로 기무라는 거의 말을 하지 않고, 대답한 후에 의미불명의 웃음이 새어 나오는 것도 경탄할 만한 부분이었다. 그러나 만날 때마다 말이 잘 됐다고 한다.

- 메이지 대학 시절 동기생이었던 전 일본 여자 축구 국가대표팀의 감독 사사키 노리오와는 같은 기숙사에서 지낸 동료라서 지금도 친분이 깊다.나데시코 재팬이 처음으로 우승했던 월드컵 결승전 경기도, 그 날은 직전에 자신이 지휘하는 요코하마 F. 마리노스의 경기가 있었음에도 불구하고, 경기 후에 거의 밤을 새며 텔레비전으로 관전하며, 나데시코 재팬과 사사키에게도 "정말 대단하다. 대단하단 말이야. 세계 제일이니까. 일본 제일과는 달라. 눈물이 나오며 감동했다. 다만, 졸리다"라고 축복의 코멘트를 했다.

- 1986년, 오쿠데라 야스히코와 함께 스페셜 라이선스 플레이어 제1호가 되었지만 서독에서 돌아오는 오쿠데라의 연봉 4000만 엔에 비해 기무라의 연봉은 1200만 엔이었다. 이 때는 각 언론에 보도되며 세간의 관심도 높았지만 모 운동부 기자가 기무라에게 "1200만 엔은 너무 적어서 모양이 안 난다. 거짓말이라도 좋으니 4000만 엔이라고 말하지 않겠는가"하니 기무라는 "거짓말은 하고 싶지 않다"고 거부했다. 그러나 기자와 끈질기게 입씨름이 이어진 후, 절충안으로 4000만 엔과 1200만 엔의 사잇값인 2400만엔으로 종결했다. 다음날 신문지 상에 기무라의 연봉은 ‘2400만엔’이라고 대대적으로 보도되었다.

- 기무라의 부인은 축구 팬이 많지 않았던 1960년대, 일본 사커 리그(JSL) 창설 때부터 축구를 좋아했고, 아직 하라주쿠의 기시 기념 체육회관의 작은 방에 있었던 일본 축구 협회(JFA)에 전일본(일본 축구 국가대표팀)의 승리를 기원하는 천 마리의 종이학을 가져오거나, 잘 놀러 온 사람 중 한 명이었다고 한다.

- "럭비는 신사가 하는 야만적인 스포츠, 축구는 야만인이 하는 신사적인 스포츠"라는 발언이 ‘Number’지 상에 남아있다.

- 과거 자신의 블로그 ‘기무라 가즈시의 조금 말해볼까’에서 “60년, 70년대는 가마(가마모토 구니시게) 씨의 시대였지, 80년대는 나야. 90년대는 스케일이 다운되어서 가즈(미우라 가즈요시), 라모스 따위인가. 2000년은 아직 없구나. 80년대의 나는
- 해설자 시절의 코멘트에는, 적당히 넘겨버리는 경우가 많았다. 2000년 시즌 전에 텔레비전 프로그램에서 순위 예상을 했을 때는, 당해 J1으로 승격한 가와사키 프론탈레와 FC 도쿄에 대해 말하길 "자주 보지 않아서 모르겠어요"라고 하는 코멘트와 함께, 각각 15위와 16위(최하위)로 예상했다.
- 마리노스 감독 시절에는 히로시마 사투리를 섞은 코멘트가 화제가 되었다. 감독 취임 시의 코멘트였던 '내가 어떻게든 해보겠다(わしが何とかしちゃる)'라는 메시지가 들어간 티셔츠와 '和(화)'라는 로고가 새겨진 티셔츠가 상품화되어 잘 팔렸다. 또 기무라가 자주 사용하는 말로 '상대를 번롱한다'라는 의미를 가진 'ちゃぶる'도 상품화한다는 계획이 나왔고, J리그 일본인 감독의 상품이 속속 탄생한 것은 이례적인 사태였다.

## 개인 기록
| 국내 대회 개인 기록 | 국내 대회 개인 기록 | 국내 대회 개인 기록 | 국내 대회 개인 기록 | 국내 대회 개인 기록 | 국내 대회 개인 기록 | 국내 대회 개인 기록 | 국내 대회 개인 기록 | 국내 대회 개인 기록 | 국내 대회 개인 기록 | 국내 대회 개인 기록 | 국내 대회 개인 기록 |
| 연도                | 구단                | 등번호              | 리그                | 리그                | 리그                | 리그 컵             | 리그 컵             | 컵 대회             | 컵 대회             | 통산                | 통산                |
| 연도                | 구단                | 등번호              | 리그                | 출전                | 득점                | 출전                | 득점                | 출전                | 득점                | 출전                | 득점                |
| ------------------- | ------------------- | ------------------- | ------------------- | ------------------- | ------------------- | ------------------- | ------------------- | ------------------- | ------------------- | ------------------- | ------------------- |
| 일본                | 일본                | 일본                | 일본                | 리그                | 리그                | JSL컵/J리그컵       | JSL컵/J리그컵       | 천황배              | 천황배              | 통산                | 통산                |
| 1981                | 닛산                | 25                  | JSL 2부             | 18                  | 6                   | 2                   | 2                   | 2                   | 0                   | 22                  | 8                   |
| 1982                | 닛산                | 10                  | JSL 1부             | 18                  | 0                   | 0                   | 0                   | 2                   | 2                   | 20                  | 2                   |
| 1983                | 닛산                | 10                  | JSL 1부             | 18                  | 5                   | 4                   | 6                   | 5                   | 2                   | 27                  | 13                  |
| 1984                | 닛산                | 10                  | JSL 1부             | 17                  | 8                   | 0                   | 0                   | 4                   | 2                   | 21                  | 10                  |
| 1985                | 닛산                | 10                  | JSL 1부             | 21                  | 6                   | 4                   | 3                   | 4                   | 3                   | 29                  | 12                  |
| 1986/87             | 닛산                | 10                  | JSL 1부             | 20                  | 2                   | 5                   | 1                   | 4                   | 1                   | 29                  | 4                   |
| 1987/88             | 닛산                | 10                  | JSL 1부             | 14                  | 1                   | 1                   | 0                   | 3                   | 1                   | 18                  | 2                   |
| 1988/89             | 닛산                | 10                  | JSL 1부             | 22                  | 8                   | 5                   | 4                   | 5                   | 1                   | 32                  | 13                  |
| 1989/90             | 닛산                | 10                  | JSL 1부             | 22                  | 8                   | 4                   | 1                   | 5                   | 0                   | 31                  | 5                   |
| 1990/91             | 닛산                | 10                  | JSL 1부             | 10                  | 3                   | 4                   | 2                   | 4                   | 2                   | 18                  | 7                   |
| 1991/92             | 닛산                | 10                  | JSL 1부             | 22                  | 3                   | 3                   | 1                   | 5                   | 1                   | 30                  | 5                   |

## 국가대표 경력

### 출전 대회
- 1980년 하계 올림픽 예선
- 1982년 FIFA 월드컵 아시아 · 오세아니아 지역 예선
- 아시아 경기 대회 (1982,1986)
- 1984년 하계 올림픽 예선
- 1986년 FIFA 월드컵 아시아 지역 예선

### 출전 기록
- A매치 54경기 26득점 (1979-1987)

| 일본 | 일본 | 일본 |
| 연도 | 출전 | 득점 |
| ---- | ---- | ---- |
| 1979 | 3    | 0    |
| 1980 | 9    | 4    |
| 1981 | 1    | 0    |
| 1982 | 8    | 1    |
| 1983 | 10   | 8    |
| 1984 | 7    | 4    |
| 1985 | 10   | 7    |
| 1986 | 6    | 2    |
| 통산 | 54   | 26   |

## 수상

### 닛산 자동차
- MVP 3회 (1983년, 1984년, 1989년)
- 일본 축구 리그 우승 2회 (1988-1989, 1989-1990)
- JSL컵 우승 3회 (1988년, 1989년, 1990년)
- 천황배 우승 5회 (1983년, 1985년, 1988년, 1989년, 1991년)
- 아시안 컵위너스컵 우승 1회 (1991-1992)
- 어시스트왕 (1984년)
  - 일본 리그 1부 통산 202 경기 44 득점

### 요코하마 마리노스
- 천황배 우승 1회 (1992년)
- 아시안 컵위너스컵 우승 1회 (1992-1993)
- 일본 올해의 선수상 (1983년, 1984년, 1989년)
  - J리그 통산 31경기 1득점